# Anna Blinkova
Anna Vladimirovna Blinkova (em russo: Анна Владимировна Блинкова, IPA: [ˈanːə blʲɪnˈkovə]; nascida em 10 de setembro de 1998) é uma tenista profissional russa. Em 07 de agosto de 2023, ela alcançou sua melhor classificação de simples no 34º lugar mundial. Em 14 de setembro de 2020, ela alcançou a 45ª posição no ranking de duplas WTA. Ela ganhou um título de simples e um de duplas no WTA Tour, um título de simples e um de duplas em torneios do WTA Challenger Tour, bem como cinco títulos de simples e treze de duplas no Circuito ITF.
Blinkova foi vice-campeã em simples no Torneio de Wimbledon de 2015 e foi classificada como a terceira tenista júnior do mundo em agosto de 2015.

## Vida pessoal e antecedentes
Anna Blinkova nasceu em 10 de setembro de 1998 em Moscou, filha de Elena e pai de Vladimir. Durante a infância, ela jogou tênis e xadrez em alto nível. Ela prefere jogar em quadras duras. Seu golpe favorito é o forehand. Ela fala russo, eslovaco, francês e inglês.

## Carreira júnior
Blinkova é ex-jogadora nº 3 do mundo na categoria júnior. Ela foi vice-campeã em Wimbledon 2015 em simples, onde perdeu para a compatriota Sofya Zhuk [en].

## Carreira profissional

### 2015–17: Primeiros passos
Blinkova fez sua estreia no Circuito ITF no evento $ 10K em Port El Kantaoui [en] (Tunísia) em fevereiro de 2015. Lá ela ganhou seu primeiro título de duplas da ITF. Em janeiro de 2016, ela ganhou seu primeiro título de simples da ITF no $ 10K Stuttgart. Em abril de 2016, ela se tornou profissional e fez sua estreia no WTA Tour no Marrocos Open, onde foi derrotada na primeira rodada. Em outubro de 2016, ela venceu sua primeira partida no WTA Tour, derrotando Anastasija Sevastova na primeira rodada da Kremlin Cup.
Em janeiro de 2017, ela estreou em torneios do Grand Slam no Australian Open por meio da qualificatória, onde derrotou Monica Niculescu na primeira rodada antes de perder para Karolína Plíšková na segunda. Nos torneios de Wimbledon e US Open, ela também alcançou a chave principal, mas depois perdeu para Elena Vesnina na primeira rodada de ambas as competições. Durante a temporada de 2017, ela ganhou dois eventos de $ 100.000 no Circuito ITF em evento de duplas, em Ilkley e São Petersburgo.

### 2018–19: Estreia no Top 100 em simples e duplas
Em fevereiro de 2018, ela chegou à terceira rodada do Premier 5 Qatar Open, derrotando Elena Vesnina e Kristina Mladenovic, antes de perder para a número 7 do mundo, Caroline Garcia. Em maio, ela ganhou seu primeiro título de duplas WTA no Marrocos Open, em parceria com Raluca Olaru. Blinkova entrou no top 100 pela primeira vez em simples e duplas em 2018.
No Aberto da França de 2019, ela alcançou a terceira rodada após a vitória sobre Caroline Garcia, mas depois perdeu para Madison Keys.
Em agosto de 2019, ela chegou às suas primeiras quartas de final do WTA Tour em simples no Bronx Open, onde perdeu para Wang Qiang. No US Open de 2019, ela levou a atual campeã e cabeça-de-chave Naomi Osaka à um jogo de três sets. Ela seguiu essa campanha com o título em New Haven no WTA Challenger Tour. Logo depois disso, ela chegou à semifinal do Guangzhou Open, mas perdeu para Sofia Kenin. Em outubro, ela chegou à outra semifinal no Luxemburgo Open, mas perdeu para a eventual campeã Jeļena Ostapenko. Durante o ano, ela se saiu ainda melhor em duplas. Em fevereiro de 2019, ela venceu o Thailand Open, ao lado de Wang Yafan. Depois disso, ela chegou às semifinais do Aberto da Hungria. Em abril, ela alcançou outra semifinal no Stuttgart Open de nível Premier. Ela então ganhou eventos de $ 60.000, $ 80.000 e $ 100.000, respectivamente, no Circuito ITF. Em setembro, ela ganhou o WTA Challenger de New Haven.

### 2020: Semifinal de duplas do US Open, primeira vitória entre os 10 primeiros
Blinkova continuou a obter melhores resultados em duplas do que em simples. Apesar de não produzir bons resultados em simples durante a temporada, Blinkova começou o ano com sua primeira vitória no top 10 da carreira, derrotando Belinda Bencic na primeira rodada do Shenzhen Open. Em simples, seu melhor resultado do ano veio no Aberto da Itália, onde chegou à terceira rodada, mas depois perdeu para a número 4 do mundo, Karolína Plíšková. Em duplas, seu primeiro resultado significativo veio em março no Indian Wells Challenger, onde chegou à semifinal. Então, o WTA Tour foi suspenso por seis meses devido ao surto de pandemia de COVID-19.
Quando o tênis voltou em agosto, ela jogou pela primeira vez no Lexington Challenger [en], onde chegou à semifinal em duplas ao lado de Vera Zvonareva. Ela seguiu sua campanha com as quartas de final do Cincinnati Open, ao lado de Veronika Kudermetova. As coisas correram ainda melhor no US Open, onde Blinkova e Kudermetova chegaram à semifinal. Elas perderam para as eventuais campeãs Laura Siegemund e Vera Zvonareva. Em simples, ela perdeu para a eventual semifinalista Jennifer Brady na primeira rodada.
Blinkova se classificou para a chave principal no Internazionali d'Italia e derrotou Aliona Bolsova [en] no tiebreak do set final para chegar à terceira rodada.

### 2021: Fora do top 100
Blinkova começou seu ano com derrotas consecutivas no Grampians Trophy e no Australian Open, antes de conquistar sua primeira vitória do ano sobre a ex-top 10 Andrea Petkovic na primeira rodada do Phillip Island Trophy. No entanto, ela conseguiu chegar às semifinais de duplas do Gippsland Trophy com Veronika Kudermetova, mas perdeu para Chan Hao-ching / Latisha Chan por 9–11 no tiebreak. Ao lado da compatriota Anastasia Potapova, ela alcançou sua terceira final de duplas WTA no Phillip Island Trophy, perdendo para Ankita Raina [en] /  Kamilla Rakhimova.
Ela alcançou sua primeira semifinal do ano no Bol Ladies Open, um evento WTA 125, como cabeça-de-chave. No entanto, ela perdeu para Jasmine Paolini, depois de vencer apenas quatro games.
Em Wimbledon, Blinkova venceu Tímea Babos na primeira rodada antes de cair para a número 1 do mundo, Ashleigh Barty, na quadra central.
Blinkova alcançou as semifinais de duplas do Western & Southern Open com Aliaksandra Sasnovich, derrotando os cabeças-de-chave Hsieh Su-wei / Elise Mertens na segunda rodada. Ela perdeu na primeira rodada do US Open para Valentini Grammatikopoulou [en].

### 2022: Ressurgimento, primeiro título WTA, de volta ao top 100
Depois de cair na primeira rodada da qualificatória no Australian Open para You Xiaodi [en], Blinkova chegou à sua primeira final de simples desde 2019 no evento $ 60k Open Andrézieux-Bouthéon 42 [en], derrotando Océane Dodin para sua primeira vitória sobre uma top 100 desde agosto 2021, antes de perder para Ana Bogdan na final.
A russa seguiu com outra final de $ 60.000 no Open de l'Isère [en], onde venceu a cabeça-de-chave Arantxa Rus antes de perder para  Katie Boulter na final.
Ela ganhou seu primeiro título de simples em um evento do WTA Tour no Transylvania Open de 2022.

### 2023
A temporada começou para Blinkova com uma participação discreta no ASB Classic na Nova Zelândia, perdendo na segunda rodada em sets diretos para a eventual vice-campeã Rebeka Masarova [en]. Em seguida, teve uma boa participação no Hobart International na Austrália, onde chegou à semifinal que perdeu para a eventual campeã Lauren Davis. No Australian Open, perdeu na primeira rodada para Madison Keys em três sets. Em uma rápida passagem pela Europa, perdeu na primeira rodada nos torneios Open 6e Sens Métropole de Lyon e Upper Austria Ladies Linz. Ainda em quadras duras, agora nos Estados Unidos, não passou da segunda rodada nos torneios: ATX Open, Indian Wells Open e Miami Open; o mesmo aconteceu no início da preparação para a temporada de saibro em Charleston.
O início da temporada de saibro na Europa não foi diferente. Blinkova caiu nas primeiras rodadas nos torneios de  Oeiras, Madri, Reus e Roma. Seu melhor desempenho nessa campanha foi no torneio de Estrasburgo, onde ela passou por Amandine Hesse e Anna-Lena Friedsam nas primeiras rodadas, por  Emma Navarro nas quartas de final, Lauren Davis na semi-final e acabou perdendo a final para Elina Svitolina em sets diretos. Na sequência, em Roland Garros, Blinkova passou por Ysaline Bonaventure na primeira rodada, surprendeu Caroline Garcia na segunda mas perdeu na terceira para a mesma Svitolina, dessa vez em três sets num jogo equilibrado.
A temporada em quadras de grama teve início para Blinkova no Bett1 Open, onde chegou às oitavas de final e perdeu para a compatriota Elina Avanesyan em um jogo de três sets. Na sequência, no Bad Homburg Open, ela chegou às quartas de final onde perdeu em sets diretos para a número um do mundo Iga Świątek.

### 2024
Blinkova não iniciou bem a temporada. Participou do ASB Classic onde perdeu na primeira rodada para Brenda Fruhvirtova [en] em sets diretos. Logo depois, participou do Hobart International, perdendo para Daria Saville na estreia em jogo de três sets. Depois disso, partiu para o Australian Open, no qual chegou à terceira rodada pela primeira vez em sua carreira, vencendo Cristina Bucsa na primeira em sets diretos, surpreendendo a "cabeça de chave" N° 3, Elena Rybakina vencendo um jogo muito duro na segunda em três sets e perdendo para a a "cabeça de chave" N° 26 Jasmine Paolini na terceira em sets diretos. Prosseguindo sua campanha em quadras duras, agora na Europa, Blinkova participou do Upper Austria Ladies Linz, onde perdeu para Jule Niemeier [en] na primeira rodada em sets diretos.
Blinkova deu início à temporada em quadras de saibro no Open Capfinances Rouen Métropole, onde perdeu na primeira rodada. O mesmo aconteceu no Aberto de Madri. No Aberto de Roma, ela foi obrigada a desistir da partida contra a cabeça de chave N° 13 Danielle Collins, depois de ter perdido o primeiro set, devido a uma torção no tornozelo. Já no Aberto da França, venceu a cabeça de chave N° 28, Sorana Cîrstea, na primeira rodada em jogo de três sets, mas perdeu na segunda para Elina Avanesyan, em sets diretos.
Blinkova começou a temporada em quadras de grama no Libéma Open, no qual, perdeu para Emina Bektas na primeira rodada em sets diretos. Seu torneio seguinte foi o Rothesay Classic, no qual perdeu para a eventual vice-campeã, Ajla Tomljanovic, na primeira rodada em sets diretos. Na sequência, teve um desempenho bem melhor no Bad Homburg Open, passando pela "wild card", Bianca Andreescu, na primeira rodada em sets diretos, pela cabeça de chave N° 4, Beatriz Haddad Maia na segunda, também em sets diretos, mas foi surpreendida pela vinda da qualificatória, Viktoriya Tomova, na terceira, jogo que perdeu em três sets. Em seguida, participou do Torneio de Wimbledon, no qual enfrentou a cabeça de chave N° 23, Caroline Garcia, na primeira rodada, jogo que perdeu em sets diretos. De volta ao saibro, não passou da primeira rodada em Palermo e em Iasi.
De volta às quadras duras na América do norte, Blinkova não passou da primeira rodada no Canadá, em Cincinnati, em Cleveland e no US Open. O mesmo aconteceu na sua rápida passagem pela Tunísia. No giro asiático, não passou da prineira rodada no China Open mas chegou nas semifinais do Hong Kong Tennis 125. De volta aos Estados Unidos, venceu um torneio ITF W100 em Macon, Georgia e logo em seguida, no México, chegou à final do Abierto Tampico a qual perdeu para Marina Stakusic [en] em três sets, ficando com o vice-campeonato.